# قائمة زملاء الجمعية الملكية المنتخبين في 1968
هذه الصفحة تعرض قائمة زملاء الجمعية الملكية المُنتخبين لعام 1968.

## الزملاء
- Richard Gilbert West [الإنجليزية]‏
- جيمس دايسون
- ديفيد ريس [الإنجليزية]‏
- Benedict Delisle Burns [الإنجليزية]‏
- David Theodore Nelson Williamson [الإنجليزية]‏
- Owen Martin Phillips [الإنجليزية]‏
- أنتوني هيويش
- جون توزو ويلسون
- Patrick Mollison [الإنجليزية]‏
- Leslie Clifford Bateman [الإنجليزية]‏

## الأعضاء الأجانب
- إدواردو أمالدي
- كورت غودل